# 240
240 је била преступна година.

## Догађаји
- Википедија:Непознат датум — Пропаст Сабинијановог устанка против Гордијана III.

- Гај Октавије Апије Светрије Сабин (2. пут) и Рагоније Венус су римски конзули
- Након смрти цара Ининтимеја (владао од 235. године), Рескупорис V (владао до 276. године) постао је краљ Босфорског краљевства.
- Шри Гупта, оснивач династије Гупта, прогласио се махараџом Индије (владао до 290. године).
- Диоген Лаертије завршава своје дело од десет књига о историји грчких филозофа, „Животи и мишљења познатих филозофа“.

## Рођења
- Зенобија (умрла 275) - краљица Палмире (267-273).
- Лукијан Антиохијски (умро 312) био је ранохришћански теолог, ученик Павла Самостатског и учитељ Арија.
- Памфил из Цезареје (ум. 309) је био ранохришћански теолог и библичар.
- Спорус (умро око 300. године) био је старогрчки математичар и астроном.

## Смрти
- Диоген Лаертије (рођен 180) био је касноантички историчар филозофије.
- Ининтимеј (р. ?) - краљ Босфора (235-240).
- Секст Јулије Африкан (родио се око 160. године) био је ранохришћански писац-историчар.